# フライドアイスクリーム

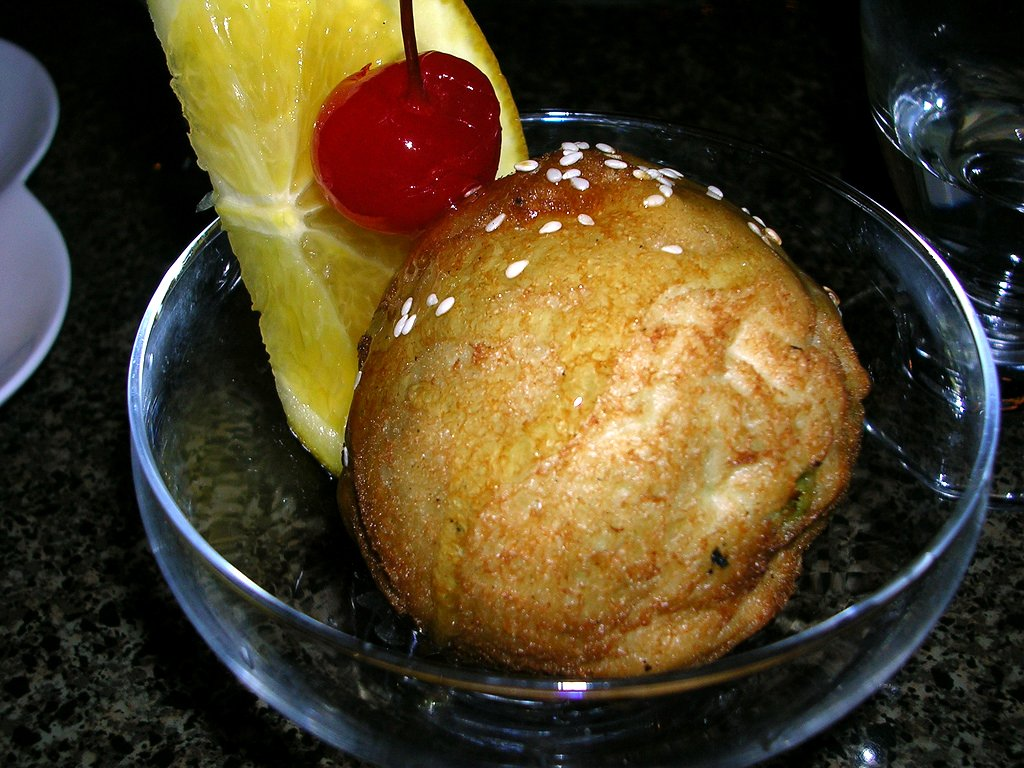
レストランで提供されるフライドアイスクリーム

フライドアイスクリーム（英:fried ice cream）は、アイスクリームを揚げてつくるデザート。揚げアイスクリームとも呼ばれる。ひと掬いのアイスクリームにパン粉をまぶし、手早く揚げることによって、外側を熱いフライの衣で包みつつ、中身のアイスクリームは溶かさずに冷たく保ったまま提供される。パン粉とともにクッキー片やコーンフレークをまぶしたり、またシナモンやペパーミント、ホイップクリームをつけることもある。
1893年のシカゴ万国博覧会で初めて提供されたとされる（このシカゴ万博はサンデーが考案されたイベントでもある）。このデザートはアメリカ合衆国では、1970年代に『ニューヨーク・タイムズ』の "Dining Out" 欄で、中華料理店や日本料理店、ポリネシア料理店などのレビューにおいて触れられたために、伝統的にアジア料理と関連付けて考えられてきた。またメキシコ料理と関連付けられることもあるが、これは1980年代、国内チェーン店Chi-Chi'sがオープンした際に、このデザートにトルティーヤとシナモンを使ったものを目玉料理として採用したことにその理由の大部分を負っている。
類似のものにアイスクリームをカステラで包み天ぷら粉で揚げる「アイスクリームの天ぷら」がある。